# Horní Kalná
Horní Kalná é uma comuna checa localizada na região de Hradec Králové, distrito de Trutnov‎.